# Союздетфильм
«Союздетфи́льм» — советская киностудия детских и юношеских художественных фильмов, организованная в 1936 году в Москве на базе киностудии «Межрабпомфильм». В 1948 году была переименована в киностудию имени М. Горького.

## История
Предложение организовать студию детских фильмов было выдвинуто ещё в 1930 году, но тогда его сочли преждевременным. Киностудия детских и юношеских художественных фильмов «Союздетфильм» была создана приказом Главного управления кинопромышленности 10 июня 1936 года на производственной базе «Межрабпомфильма». Через несколько дней ЦК ВЛКСМ принял постановление о расширении производства детских кинофильмов. 15 июня при ЦК ВЛКСМ состоялось совещание детских писателей — сценаристов детских фильмов. «Союздетфильм» начала свою деятельность 29 июня 1936 года с цветной киносъёмки торжественного открытия Московского дома пионеров и октябрят.
3 июля 1936 года приказом ГУКа за киностудией «Союздетфильм» был закреплён прокатный фонд «Межрабпомфильма». 9 июля в Отделе культпросветработы ЦК ВКП (б) в связи с ликвидацией «Межрабпомфильма» состоялось совещание по вопросу о кинокартинах этой киноорганизации. Киностудии «Союздетфильм» поручалось окончание постановки фильмов Г. Вангенхайма «Борцы» (русского варианта), К. В. Эггерта «Гобсек», И. А. Савченко «Месяц май» (выпущен под названием «Случайная встреча»), И. П. Иванова-Вано «Топси», В. Н. Журавлёва «Зверята и ребята», М. Шитовой «Медвежонок».
19 августа 1936 года на экраны страны вышел первый фильм с маркой «Союздетфильма» — «Трое с одной улицы» Николая Шпиковского.
В январе 1938 года киностудии «Союздетфильм» была передана Ялтинская киностудия, которая до войны служила технической базой в Крыму.
На киностудии издавалась многотиражная газета «Детфильм» — орган партбюро, фабкома, комитета комсомола и дирекции. В 1940—1944 годах художественным руководителем киностудии был Сергей Юткевич.
С началом Великой Отечественной войны киностудия была эвакуирована в Сталинабад. С 1 августа 1941 года согласно приказу Комитета по делам кинематографии при СНК СССР помещения студии в Лиховом переулке, 6 передавались Центральной студии кинохроники. Другим приказом по Комитету по делам кинематографии от 3 ноября 1941 года «О работе киностудии „Союздетфильм“ в г. Сталинабаде» постановлялось развернуть временную деятельность в столице Таджикистана на базе местной киностудии. Эвакуация технического оборудования киностудии «Союздетфильм» осуществлялась не только из Москвы, но и со съёмочных площадок в Ялте, Ульяновске, Уфе, Одессе, Борисоглебске, Тбилиси. Его доставка в Сталинабад была завершена к концу декабря 1941 года. Если киностудия «Союздетфильм» в Москве располагала площадью в 7 839 м², то в Сталинабаде все цеха пришлось разместить на площади в 1800 кв. м.
В мае 1943 года Совнарком СССР дал разрешение на возвращение из Сталинабада в Москву 250 работников «Союздетфильма». В июле 1944 года Комитет по делам кинематографии издал приказ о восстановлении ялтинской базы киностудии. В августе 1944 года художественным руководителем киностудии вместо Сергея Юткевича, переведенного на «Мосфильм», был назначен Игорь Савченко. В октябре 1943 года Комитет по делам кинематографии издал приказ о реэвакуации «Союздетфильма» из Сталинабада в Москву.
После войны возникли планы сделать «Союздетфильм» филиалом «Мосфильма». Но режиссёр Марк Донской сказал Ворошилову: «Эмблема „Союздетфильма“ получила мировое признание благодаря моей трилогии о Горьком. Нигде в мире нет студии детского кино, а у нас есть. Неужели вы её закроете?» Ворошилов пошёл уговаривать Сталина. Тот ответил: «Ну, раз там знаменитая трилогия была снята, то давайте присвоим студии имя Горького и оставим её». Так в 1948 году «Союздетфильм» стал киностудией имени М. Горького.

## Директора киностудии
- Исаак Ефимович Коган (1936—1937)
- Абрам Григорьевич Канторович (1937—1939)[18][19]
- Константин Петрович Фролов (1939—1943)[20][21][11]
- Ефим Абрамович Александров (1943)
- Виктор Фёдорович Смирнов (1943- ?)
- Елена Михайловна Нефёдова (1945—1946)[22]
- Сергей Алексеевич Кузнецов (1946—1948)[23][24]

## Фильмы студии
1936
- Трое с одной улицы

1937
- Белеет парус одинокий
- Граница на замке
- Воздушное приключение
- Дума про казака Голоту
- Остров сокровищ
- Ущелье Аламасов

1938
- В людях
- Гайчи
- Детство Горького
- Доктор Айболит
- Друзья из табора
- По щучьему веленью
- Поезд идёт в Москву
- Семиклассники

1939
- Василиса Прекрасная
- Воздушная почта
- Высокая награда
- Комендант Птичьего острова
- Мои университеты
- Шёл солдат с фронта
- Юность командиров

1940
- Брат героя
- Весенний поток
- Гибель «Орла»
- Салават Юлаев
- Сибиряки
- Случай в вулкане
- Тимур и его команда
- Яков Свердлов

1941
- В тылу врага
- Как поссорился Иван Иванович с Иваном Никифоровичем
- Конёк-Горбунок
- Первопечатник Иван Фёдоров
- Романтики
- Старый двор

1942
- Бой под Соколом
- Клятва Тимура
- Принц и нищий
- Сын Таджикистана
- Швейк готовится к бою

1943
- Лермонтов
- Март—апрель
- Мы с Урала
- Новые похождения Швейка

1944
- Жила-была девочка
- Зоя
- Кащей Бессмертный
- Поединок

1945
- Пятнадцатилетний капитан
- Слон и верёвочка
- Это было в Донбассе

1946
- Большая жизнь
- Крейсер «Варяг»
- Мальчик с окраины
- Синегория
- Сын полка
- Яблочко

1947
- Рядовой Александр Матросов
- Сельская учительница

1948
- Красный галстук
- Первоклассница